# Mesalina
Genre
Mesalina est un genre de sauriens de la famille des Lacertidae.

## Répartition
Les espèces de ce genre se rencontrent dans le nord de l'Afrique, au Moyen-Orient, en Asie centrale et dans l'ouest de l'Asie du Sud.

## Liste des espèces
Selon The Reptile Database (28 mars 2019) :
- Mesalina adramitana (Boulenger, 1917)
- Mesalina arnoldi Sindaco, Simó-Ruidalbas, Sacchi & Carranza, 2018
- Mesalina austroarabica Sindaco, Simó-Ruidalbas, Sacchi & Carranza, 2018
- Mesalina ayunensis Arnold, 1980
- Mesalina bahaeldini Segoli, Cohen & Werner, 2002
- Mesalina balfouri (Blanford, 1881)
- Mesalina bernoullii (Schenkel, 1901)
- Mesalina brevirostris Blanford, 1874
- Mesalina ercolinii (Lanza & Poggesi, 1975)
- Mesalina guttulata (Lichtenstein, 1823)
- Mesalina kuri Joger & Mayer, 2002
- Mesalina martini (Boulenger, 1897)
- Mesalina microlepis (Angel, 1936)
- Mesalina olivieri (Audouin, 1829)
- Mesalina pasteuri (Bons, 1960)
- Mesalina rubropunctata (Lichtenstein, 1823)
- Mesalina saudiarabica Moravec, Smid, Schmitz, Shobrak & Wilms, 2017
- Mesalina simoni (Boettger, 1881)
- Mesalina watsonana (Stoliczka, 1872)

## Publication originale
- Gray, 1838 : Catalogue of the slender-tongued saurians, with descriptions of many new genera and species. Annals and Magazine of Natural History, sér. 1, vol. 1, p. 274-283, 388-394 (texte intégral).